# Isolator (material)

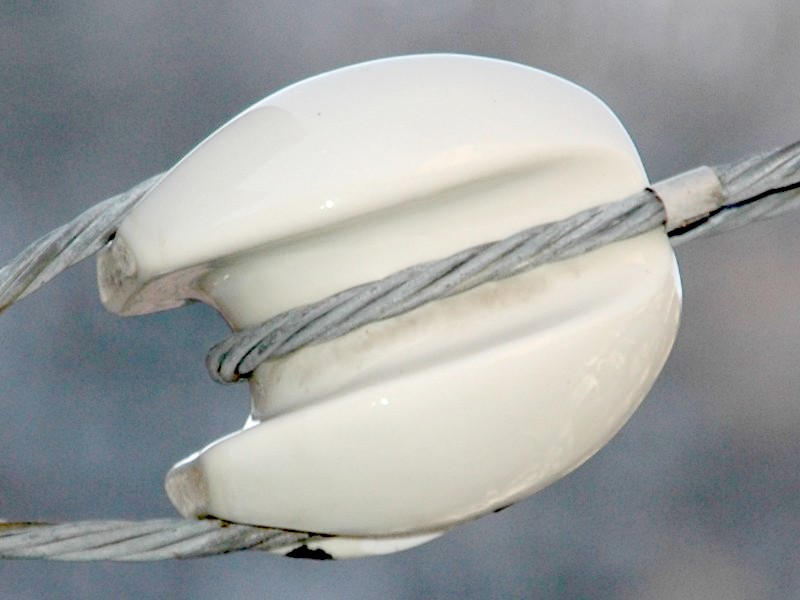
Porslinsisolator

Isolator eller oledare är ett material som inte leder elektrisk ström, till skillnad från en elektrisk ledare eller halvledare. 
Ordet isolator används även för föremål som används att isolera något.
Isolatormaterial är helt tomt på elektroner, vilket medför att inga elektroner kan transporteras genom materialet och att ingen elektricitet släpps igenom. 
Vid tillräckligt höga spänningar blir dock materialen ledande genom elektrisk urladdning. 
Exempel på material som är isolerande är plast, glas och gummi. Av dessa material kan man tillverka isolatorer, 

## Galleri

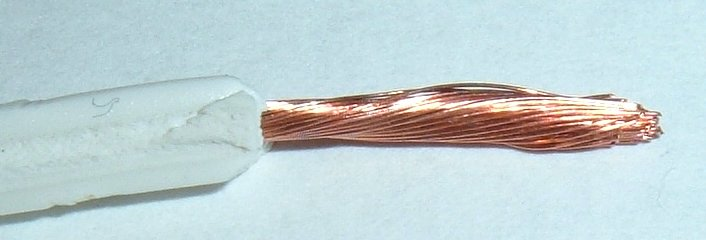
Plastisolering
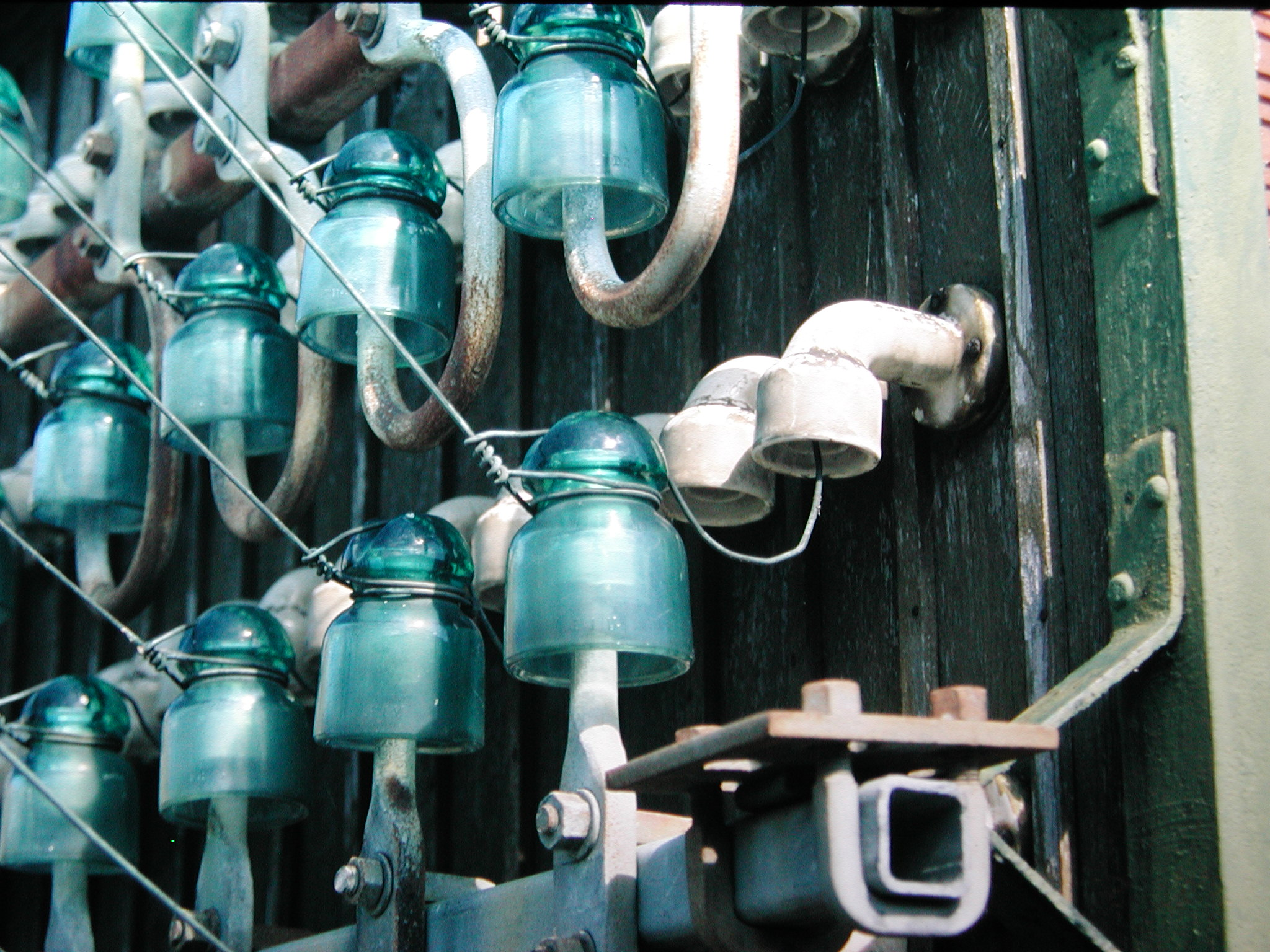
Blå isolatorer
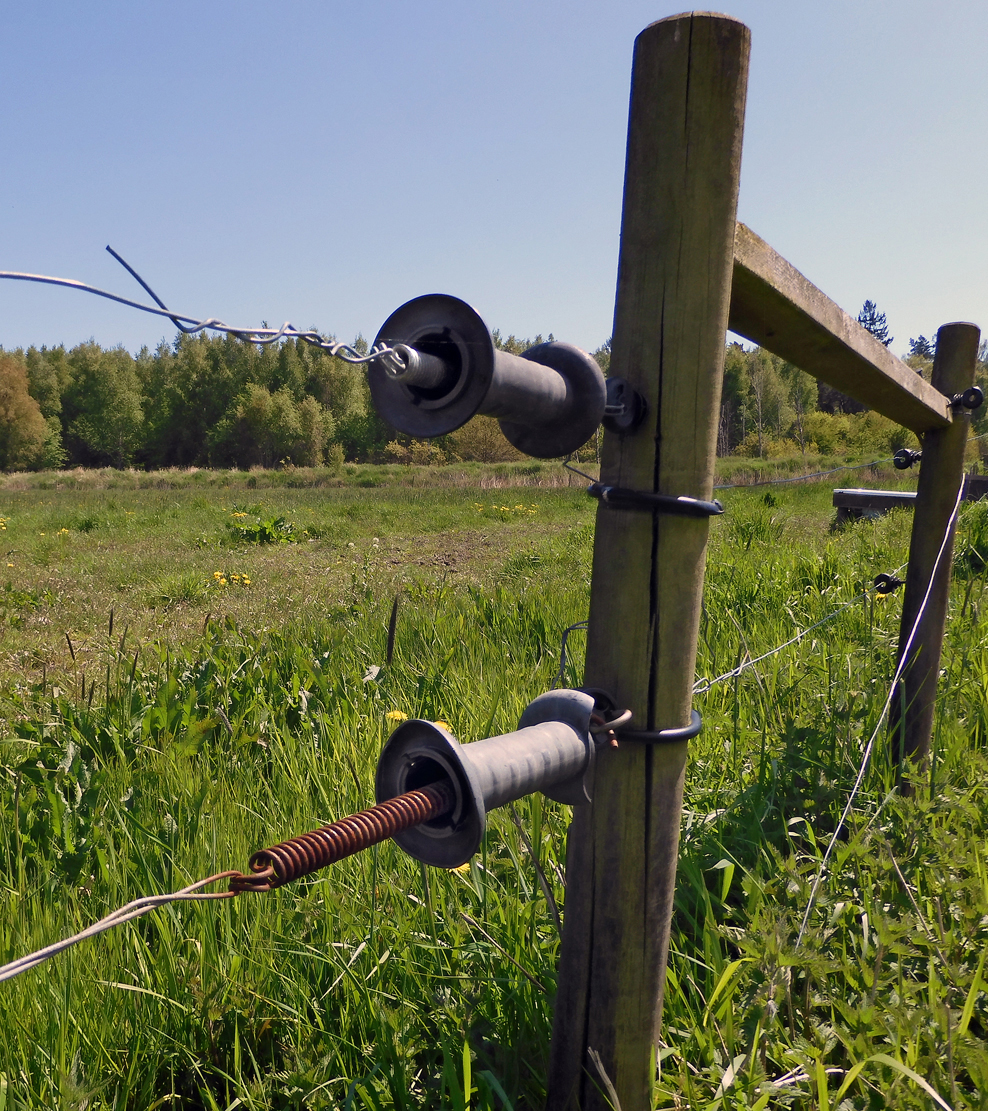
Isolerande handtag på ett elstängsel till kreatur.